# Pettorazza Grimani
Pettorazza Grimani (Petorassa Grimani in veneto) è un comune italiano di 1 403 abitanti della provincia di Rovigo in Veneto.

## Geografia fisica
È situato ad est del capoluogo provinciale.
Nel territorio del comune i fiumi principali sono: Adige, Scolo Tron, Ceresolo, Bresega, Fossa Stella. In località Boscofondi c'è inoltre un'area umida, l'oasi del Gorgo Leze inoltre in località Papafava è presente una cava artificiale.

## Storia
La storia di Pettorazza Grimani, al pari di quella degli altri centri sorti lungo la riva destra dell'Adige, è inscindibile dalle tormentate vicende di questo fiume, che per millenni ha disegnato e subito dopo cancellato, aiutato dall'incontenibile furia delle acque in piena, confini e paesaggi sempre diversi.
Il Comune di Pettorazza Grimani presenta una peculiarità insolita per i paesi di contenuta estensione territoriale, è suddiviso in due parrocchie, tale suddivisione ricorda l'antica ripartizione del territorio comunale proprio ad opera del fiume che in prossimità di Pettorazza effettuava un'ansa di grandi dimensioni.
Il territorio che oggi è di competenza della parrocchia di Pettorazza Papafava era racchiuso dall'enorme ansa e si trovava ubicato a sinistra del fiume, appartenendo alla giurisdizione padovana, mentre le terre che si trovavano all'esterno dell'ansa appartenevano ai veneziani e in particolare ai Grimani che hanno dato il nome al comune.
La situazione territoriale di questo piccolo comune è emblematica del rapporto tra uomo, terra e fiume tipico di queste zone ed è difficilmente riscontrabile in altri contesti geografici.
Il Polesine è una terra unica impregnata di valori, usi e tradizioni frutto della secolare condizione di estrema precarietà causata dal costante conflitto tra acqua e terra, due elementi primordiali da sempre temuti e rispettati dalle genti qui stabilite, che hanno subito a lungo questa situazione prima di imparare ad “ammaestrare” il fiume attraverso drastici interventi idraulici .
Il timore reverenziale nei confronti del fiume ha origini ancestrali e rivive forte e tangibile nei numerosi e preziosi ex-voto conservati presso il Santuario della Madonna delle Grazie a testimonianza delle innumerevoli inondazioni che hanno martoriato i luoghi limitrofi.
La situazione di estrema precarietà che per molti secoli ha scandito i locali ritmi di vita finì con l'imponente intervento di rettifica delle anse del fiume realizzato tra il 1782 e il 1784 l'esecuzione dell'opera si rese necessaria, in quanto tra il 1654 e il 1772 si erano verificate ben 8 rotte in questo sito e numerose altre in località vicine.
Un primo progetto per la rettifica delle anse fluviali che interessavano il territorio di Pettorazza era stato avanzato già alla fine del Cinquecento, tuttavia la realizzazione di tali lavori fu stabilita solo nel 1605 giungendo alla piena attuazione solo alla fine del secolo seguente.
Il paleomeandro dell'Adige che dava vita alla cosiddetta “Volta di Pettorazza” è chiaramente visibile grazie alle fotografie aeree, che hanno permesso la scoperta di una complessa e secondaria paleoidrografia superficiale che segue l'orientamento dei limites della centuriazione nel territorio a sud dell'Adige compreso tra San Martino di Venezze e Pettorazza Grimani, caratterizzato da “riprese e sconvolgimenti dei fossati e degli antichi percorsi agresti”.
L'ansa dell'Adige in prossimità di Pettorazza esisteva presumibilmente anche in epoca romana.
Anche allora la situazione idrografica della zona era critica e l'alterato regime di portata dei fossati minori rese inagibili numerosi tratti del piano stradale della cosiddetta “via di Villadose”, in particolare nell'area a sud-ovest di Beverare interessata da straripamenti di corsi d'acqua e da riempimenti alluvionali lungo il percorso viario.
Le difficili condizioni della viabilità e della rete idrica interna spinsero i Romani a creare un percorso alternativo che aggirasse l'area di difficile bonificazione attorno a Pettorazza, per questo in località Barbarighe, a nord-est del ponte sullo scolo Ceresolo, dal rettifilo stradale Buso-Monsole, si distacca un percorso viario che proseguendo per due chilometri in modo discorde rispetto alle centurie si ricongiunge parallelo alla “via di Villadose” in località Stopaccine (frazione di Pettorazza Grimani) dove flette leggermente ad est, poco prima di incontrare il lato maggiore occidentale di una particolare struttura poligonale che circoscrive il paleomeandro dell'Adige a monte di Pettorazza Grimani rettificato solo nel 1783.
Tale struttura costituisce tutt'oggi una problematica emergente e ancora in fase di definizione per cui in questa presentazione verranno considerate ipotesi e considerazioni non ancora del tutto avvalorate.
“Questa singolare opera antropica è costituita da una fascia di terreno larga circa 30 m, limitata da lineazioni corrispondenti a fossati e sentieri, in parte ancora attivi: essa dà origine ad una poligonale aperta con 11 lati di lunghezza variabile, che segue e si adatta alle morfologie particolarmente rialzate degli argini dell'antica ansa fluviale”.
La struttura risulta quindi in stretto legame con la “via di Villadose” ma anche con il percorso stradale che oltre l'Adige si collega ad Agna, potrebbe quindi trattarsi di un particolare raccordo tra l'argine destro dell'Adige e il sistema viario di Adria e dell'antica fascia costiera.
Sembra inoltre che il tratto della via Annia sia collegato a tale struttura attraverso l'attuale corso fluviale dalla località Bernarda a Rottanova, questo potrebbe quindi essere il collegamento alternativo con la “via di Villadose” dopo i citati problemi di drenaggio dell'area circostante Pettorazza Grimani.
Questa “poligonale aperta” risulta estranea al tessuto centuriale dell'ager adriese pur attraversandolo, per la netta mancanza di parallelismo con alcuni limites presenti ai margini del suo percorso e per la mancanza di ortogonalità con la “via di Villadose”.
Il dibattito sulla reale natura di questa opera anomala rimane quindi aperto anche perché la struttura poligonale di Pettorazza, unica nel suo genere, è presente e ben visibile in tutte le mappe del territorio in quanto ricalcata per la maggior parte della sua estensione da sentieri e fossati ancora attivi.

### Origini
L'origine del vocabolo “Pettorazza” affonda le proprie radici in un passato molto lontano, quando la Volta dell'Adige divideva l'odierno territorio comunale in due centri, Pettorazza Papafava e San Giovanni, ubicati rispettivamente a sinistra e a destra dell'Adige.
L'area compresa tra Rovigo e Adria era caratterizzata da molti insediamenti a partire dall'epoca del Bronzo Finale (XII - IX secolo a.C.) Intorno al II secolo a.C. l'area intorno ad Adria fu caratterizzata da una notevole espansione Romana.  L'espansione fu caratterizzata in primo luogo dalla costruzione delle reti stradali per gli scambi commerciali e la bonifica dei terreni per incrementare le potenzialità agricole dell'area.
Fino al V secolo d.C. (epoca della divisione dell'impero romano) la popolazione continua a crescere nell'area prima del lento declino del potere imperiale, peggioramento idrografico e impaludamento della zona.  Con la pace di Cambrai (1529) il territorio entra a far parte della Repubblica di Venezia.
Lo storico Francesco Antonio Bocchi di Adria parla dei “villaggi delle due Pettorazze” sostenendo che prima del 1783 si trovavano entrambi sulla sponda sinistra del fiume, ma Pettorazza Nuova (poi Grimani) fu sempre a destra dell'Adige, in territorio veneziano e ciò è provato dal fatto che il Consorzio di S.Giustina (il cui comprensorio era a destra dell'Adige) per rimediare ai danni causati da una rotta del fiume, avvenuta nel 1654, impose una contribuzione ai proprietari consorziati, tra i quali figurava anche il territorio di S.Giovanni.
Si narra che sulla sponda sinistra del fiume, sul confine fra il territorio Padovano e Veneziano, sorgesse una torre grande e goffa, da cui l'accrescitivo di “torrazza”, le terre circostanti situate “ai piedi della torrazza” vennero allora denominate di “Petorrazza” (dal dialetto “piè déa toràssa”).
Le carte catastali antecedenti il 1782 (anno dell'intervento di rettifica della volta dell'Adige ad opera della Repubblica Veneta) riportano infatti il toponimo di “Petorrazza” con una “t” e due “r” e solo agli inizi dell'Ottocento il nome muta in “Pettorazza”.
Prima del ‘400 il territorio ubicato a destra dell'Adige veniva chiamato con il nome di San Giovanni e attorno al 1600 assunse il toponimo di Cà Grimani, desunto dalla villa che la celebre famiglia veneziana fece edificare in prossimità del fiume, la denominazione attuale gli è pervenuta nel XVI secolo quando fu costruita la chiesa di S.Salvatore, poi demolita nel 1889.
L'Adige separava il borgo di Pettorazza Vecchia (poi Papafava, a sinistra del fiume) da quello di Pettorazza Nuova (poi Grimani, a destra).
Sembra quindi ritenersi certo che Pettorazza Papafava, ben più antica, abbia imposto il proprio nome solo in un secondo momento all'altro territorio confinante, di proprietà della nobile famiglia dei Grimani.
Tale appellativo fa fondatamente supporre che il nome sia stato esteso al territorio della destra Adige solo in un secondo momento, e cioè solo dopo l'unione delle due “Pettorazze” avvenuta dopo la rettifica del fiume Adige nel 1782-83.
È quindi fondato sostenere che la torre che ha dato origine a tale toponimo si trovasse in territorio padovano, e quindi sulla sponda sinistra del fiume anziché in territorio veneziano (sulla sponda destra), un altro elemento che sembra avvalorare tale ipotesi è da ricercare nella denominazione data alla giurisdizione della sponda opposta a quella padovana, prima San Giovanni e poi Cà Grimani (da notare la totale mancanza di qualsiasi riferimento al nome Pettorazza).

## Monumenti e luoghi d'interesse

### Architetture religiose
- Chiesa di San Giuseppe (XX secolo). Sede parrocchiale, conserva al suo interno opere d'arte e arredi sacri provenienti dalla chiesa del Santo Salvatore demolita alla fine del XIX secolo.
- Santuario della Beata Maria Vergine delle Grazie (XVII secolo). Sito nella frazione Papafava, custodisce un affresco della Madonna col Bambino ritagliato da un antico pilastro, segno di confine voluto dai rappresentanti della Serenissima, inviati nel 1519 a mettere pace tra la Repubblica Veneta e i Carraresi di Padova. Attorno al pilastro si costruì una cappella, e nel 1691 il santuario, in gran parte ricostruito dopo il bombardamento aereo del 23 aprile 1945, che lo distrusse lasciando però intatto l'altare dove è esposta l'immagine. Numerose le grazie attribuite alla Beata Vergine, collegate a calamità naturali, epidemie, malattie, incidenti ecc., e testimoniante mediante ex voto. Tra queste quella legata a Lucinda Berton, scampata a un incidente il 28 gennaio 1911: caduta in acqua mentre attraversava il ponte sul canale Gorzone, si salva inaspettatamente mentre le amiche invocano la Vergine delle Grazie[6].

### Architetture civili

#### Corte Grimani
La Corte Grimani nota in paese come “Palazzon”, è circondato dallo stesso ambiente che l'ha vista sorgere alcuni secoli or sono; oggi è situata nei pressi del vecchio ingresso del paese collegata alla strada arginale dell'Adige, dal quale dista poche decine di metri.

## Società

### Evoluzione demografica
Abitanti censiti

## Amministrazione
| Periodo | Periodo   | Primo cittadino        | Partito                               | Carica  | Note |
| ------- | --------- | ---------------------- | ------------------------------------- | ------- | ---- |
| 1995    | 1999      | Davide Nonnato         | Lista Civica                          | Sindaco |      |
| 1999    | 2004      | Davide Nonnato         | Lista Civica                          | Sindaco |      |
| 2004    | 2009      | Mario Soattini         | Lista Civica                          | Sindaco |      |
| 2009    | 2014      | Maurizio Tinello       | Lista Civica: "Polo Per Pettorazza"   | Sindaco |      |
| 2014    | 2019      | Gianluca Bernardinello | Lista Civica: "Con Te per Pettorazza" | Sindaco |      |
| 2019    | 2024      | Gianluca Bernardinello | Lista Civica: "Con Te per Pettorazza" | Sindaco |      |
| 2024    | in carica | Andrea Grassetto       | Lista Civica: "Pettorazza Da ViVere"  | Sindaco |      |